# یکشنبه‌ها و سیبل
یکشنبه‌ها و سیبل (انگلیسی: Sundays and Cybele) یک فیلم به کارگردانی سرژ بورگینیون است که در سال ۱۹۶۲ منتشر شد. از بازیگران آن می‌توان به هاردی کروگر، مالکا ریبوفسکا و سرژ بورگینیون اشاره کرد. این فیلم برنده جایزه اسکار بهترین فیلم خارجی زبان ۱۹۶۲ شده‌است.